# 제7회 골든 글로브상
제7회 골든 글로브상은 1949년 상영된 영화 중 가장 뛰어난 영화를 수상하기 위해 1950년 2월에 열린 시상식이다. 미국,엠버서더 호텔에서 개최되었다.

## 수상 및 후보

### 작품상-드라마
- 모두가 왕의 부하들 - 로버트 로즌 수상
- 컴 투 더 스테이블 - 헨리 코스터

### 여우주연상-드라마
- 사랑아 나는 통곡한다 - 올리비아 드 하빌랜드 수상
- 나의 아들 에드워드 - 데보라 카

### 남우주연상-드라마
- 모두가 왕의 부하들 - 브로데릭 크로포드 수상
- 헤이스티 하트 - 리처드 토드

### 여우조연상
- 모두가 왕의 부하들 - 멀시데스 맥캠브릿지 수상
- 사랑아 나는 통곡한다 - 미리암 홉킨스

### 남우조연상
- 배틀그라운드 - 제임스 휘트모어 수상
- 사막의 침입자 - David Brian

### 외국어 영화상
- 자전거 도둑 - 비토리오 데 시카 수상
- 몰락한 우상 - 캐럴 리드

### 감독상
- 모두가 왕의 부하들 - 로버트 로즌 수상

### 각본상
- 배틀그라운드 - 로버트 피로쉬 수상
- 로프 오브 샌드 - Walter Doniger

### 음악상
- 인스펙터 제너럴 - 조니 그린 수상
- 모두가 왕의 부하들 - 조지 듀닝